# Andrzej Sycz
Andrzej Roman Sycz (ur. 28 lutego 1931 w Wierzbniku, zm. 30 grudnia 1995 w Ramat Ganie) – polski fizyk, astronom, filozof, malarz, tłumacz i wynalazca.

## Życiorys
Urodził się w Wierzbniku (dzisiejsza część Starachowic) w 1931 roku. Po wojnie przybył do Krakowa, by w 1950 roku podjąć naukę na Uniwersytecie Jagiellońskim. Studiował matematykę, chemię, astronomię i fizykę (doktorat w 1957 roku). Jeszcze w czasie studiów rozpoczął pracę jako asystent prof. Tadeusza Banachiewicza, ówczesnego dyrektora obserwatorium astronomicznego UJ. W 1956 roku wyjechał do Gliwic i związał się z Politechniką Śląską, gdzie wykładał do roku 1987. Po przejściu na rentę akademicką (1987) przeniósł się na stałe do Izraela i zajął się malarstwem. W 1991 roku rozpoczął pracę nad tłumaczeniem Eugeniusza Oniegina Aleksandra Puszkina. Zmarł w 1995 roku w wyniku wyniszczenia organizmu nowotworem układu krwiotwórczego. Został pochowany na cmentarzu Kirjat Sza’ul w Tel Awiwie.
Wraz z matką, Janiną Sycz, oraz dwojgiem rodzeństwa w 1982 został odznaczony medalem Sprawiedliwy wśród Narodów Świata za pomoc w ocaleniu dziewczynki pochodzenia żydowskiego.
Autor publikacji naukowych i popularnonaukowych z pogranicza fizyki, astronomii i filozofii (m.in. popularna książka W kosmos na piechotę, napisana wspólnie z Marią Pańków). Kilkukrotny laureat „Złotej Kredy”, nagrody przyznawanej najpopularniejszym wykładowcom Politechniki Śląskiej. Wynalazca sejsmografu pneumo-anemometrycznego (patent nr 50441).

## Malarstwo
Rysunkiem i grafiką zaczął interesować się już w dzieciństwie. Trudna sytuacja rodziny oraz liczne przeprowadzki w czasie wojny uniemożliwiły mu dalszą edukację w tym zakresie. W okresie działalności akademickiej rozwijał się pod okiem Andrzeja Kowalskiego.
Twórczość Andrzeja Sycza określa się jako wyjście w stronę budowania przestrzeni przez pryzmat nauk przyrodniczych i filozofii techniki. Pomimo braku profesjonalnego przygotowania warsztatowego, malował bardzo swobodnie, był świadomy perspektywy i precyzyjnie posługiwał się przyborami malarskimi.
Członek Izraelskiego Związku Malarzy i Rzeźbiarzy.
Wystawy indywidualne:
- Malarstwo i rysunek – Galeria Klubu Pracowników Politechniki Śląskiej, Gliwice (1986)
- Cykl rysunków Amsterdam – Galeria Rozmaitości, Gliwice (1987)
- Oil Paintings and Drawings – Izrael (1988)
- Jeruzalem – Galeria Sztuki Współczesnej „Fra Angelico”, Katowice (1988)

## Publikacje
- W kosmos na piechotę (1987)

## Tłumaczenia
- Eugeniusz Oniegin (1995)